# Барунхара
Барунхара (монг. Баруун хараа) — залізнична станція в Монголії, розташована на Трансмонгольській залізниці між станціями Ерхт і Дзунхара.
Розташована в місті Баян-Голі.